# グレート・ティー・レース (1866年)

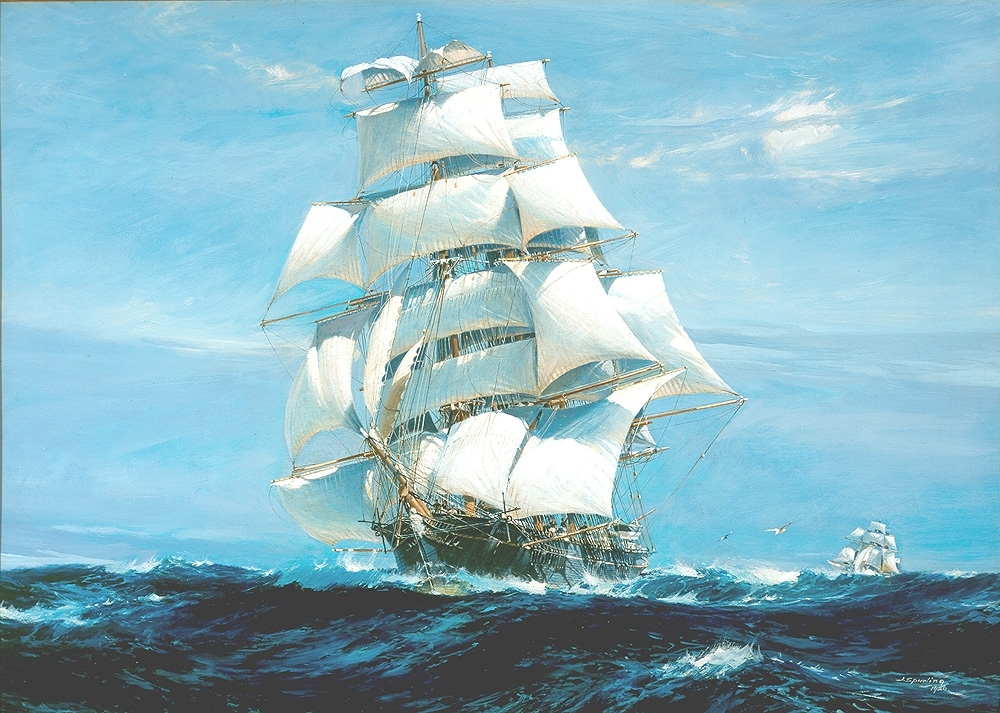
アリエル号とテーピン号（1926年、ジャック・スパーリング）

19世紀中葉、中国（大清）からイギリスへ茶を運ぶクリッパー（快速帆船）たちは、毎年の新茶をいち早くロンドンに届けようと非公式な競争（ティー・レース）を繰り広げていた。その中でも特に有名なのが1866年の「グレート・ティー・レース（The Great Tea Race）」であり、接戦になったことで当時の新聞でも大きく報道されるほど注目を集めた。このレースでは、テーピン（英語: Taeping、中国語: 太平）号がアリエル（英語: Ariel）号にわずか28分差でロンドンに先着し、1位となった。航程は14,000マイル（約22,500km）以上におよび、両船の差は紙一重だった。アリエル号はディール沖で蒸気タグボートに曳航された時点では先行していたが、グレーヴゼンドで使用するドックの水深差から潮を待ったことが勝敗を分けた。3位のセリカ（英語: Serica）号は、アリエル号の1時間15分後にドックに入った。これら3隻は中国を同じ潮で出港し、99日後の同じ潮でロンドンに到着・入港している(pp151–152) 。その28時間後に到着したのがファイアリー・クロス（英語: Fiery Cross）号であり、さらに翌日にはタイツィン（英語: Taitsing）号が続いた。
接戦となったことから、荷受人が支払いを拒む口実を見つけるのではないかとの懸念もあり、1866年の大茶レースにおける賞金（いわゆる「プレミアム」）は、テーピン号が正式に請求したものの、アリエル号と分け合うことで、両船の代理人および船主間で合意された(p152)。なお、1866年は、ロンドンに最初に新茶を届けた帆船に対するプレミアム（割増金）が船荷証券に明記された最後の年であった(pp122–123)。その後も数年間、ティー・クリッパーは互いに競い合っていたが、実際の商業的な利点は、新茶の輸送速度ではなく「高速船」としての評判に移行していった。この評判により、今後の運賃交渉において有利な条件を得ることが主な目的となった。
このレースの結果は大いに人々を興奮させたものの、ティー・クリッパーの時代が終わりつつあることを予感させる出来事でもあった。補助蒸気船エール・キング（SS Erl King）号は、アリエル号の8日後に福州（Foochow）を出航し、乗客と茶を積んでロンドンに向かったが、帆船よりも15日も早く到着した。また、当時としては非常に燃費効率の高い蒸気船アガメムノン（SS Agamemnon）号は、最速の対中航海記録（65日）を達成したばかりであり、ロンドンに向けてティー・クリッパーの2～3倍の量の茶を積んで航行中であった。さらに、スエズ運河が建設中（1869年開通）であり、これによりルートはおよそ3,250海里（約6,020km、3,740マイル）短縮される見込みだった。このルートは帆船には現実的に通行不可能であるのに対し、蒸気船にとっては大きな地理的優位性をもたらすため、今後は蒸気船の時代が本格化すると広く認識されつつあった。

## 背景
茶は17世紀に中国からヨーロッパに紹介されたが、贅沢品として扱われていたため、大量に輸送されるようになったのは19世紀に入ってからである。19世紀後半までは中国が茶の主要な生産地であり続けた。イギリス東インド会社が中国からイギリスへの茶貿易を独占していたが、その独占権は1834年に廃止された。これにより市場が競争に開かれたことで、新茶をいち早く市場に届けようと商人たちが競い合うようになり、より高速な船舶が求められるようになった。東インド会社の独占時代に茶を運んでいたイースト・インディアマンとは異なり、ティー・クリッパーは速度を追求して設計された帆船であった。特に航海記録が速かった船は、他よりも高額な運賃（貨物輸送費）を得られることが多かった(pp9,34–35)。茶の卸売業者は、販売される茶葉の広告において、どの船が運んだかを明記することが通例であった。なお、シーズン初期に中国で積み込まれた茶葉は、数週間後に出回るものよりも品質がやや劣ることが多かったが、それでも最初に本国へ届けられ、快速航海の名声とともに販売されたため、付加価値のある商品として扱われていた(p13)。
最初に到着した茶の積荷は茶商にとって非常に利益率が高かったため、彼らは船主や船長に対してインセンティヴを導入した。たとえば1854年、ヴィジョン（Vision）号の船荷証券（bill of lading）には、最初にドック入りした場合に支払われる運賃として1トンあたり1ポンドのプレミアムが盛り込まれていた。1855年には、モーリィ（Maury）号とロード・オブ・アイルズ（Lord of the Isles）号が1トンあたり1ポンドのプレミアムをかけて競走し、遡上に関して優れたタグボートを手配できたロード・オブ・アイルズ号が勝利した。なお、このプレミアムは単に航海時間の速さだけではなく、貨物の迅速な積み込みや出港のタイミングも評価対象となっていた点に注意が必要である。1861年には、荷受人側が最初にロンドンに入港した船に対して1トンあたり10シリングのプレミアムを提供した。この年の勝者はファイアリー・クロス号であり、その後もこの船は1862年、1863年、1865年と3度の勝利を重ねている(pp13, 82, 122)。
この時代、航海や商取引に関心のある人々は、新聞の「船舶情報欄（Shipping Intelligence）」を通じてティー・クリッパーの動向を容易に追うことができた。また、茶の取引は新聞のビジネス欄の商品取引セクションでも頻繁に取り上げられていた。新聞の「ニュース」欄が最初に入港した船に言及し始めたのは1857年のことであり、1866年までにはその関心がピークに達し、臆測・速報・詳細な報道が相次いだ。ロンドンや香港、イギリス各地の港では、ティー・レースの結果に関して多数の賭けが行われ、中には参加した船の船長や乗組員によるものもあった(p142)。

## 競争者

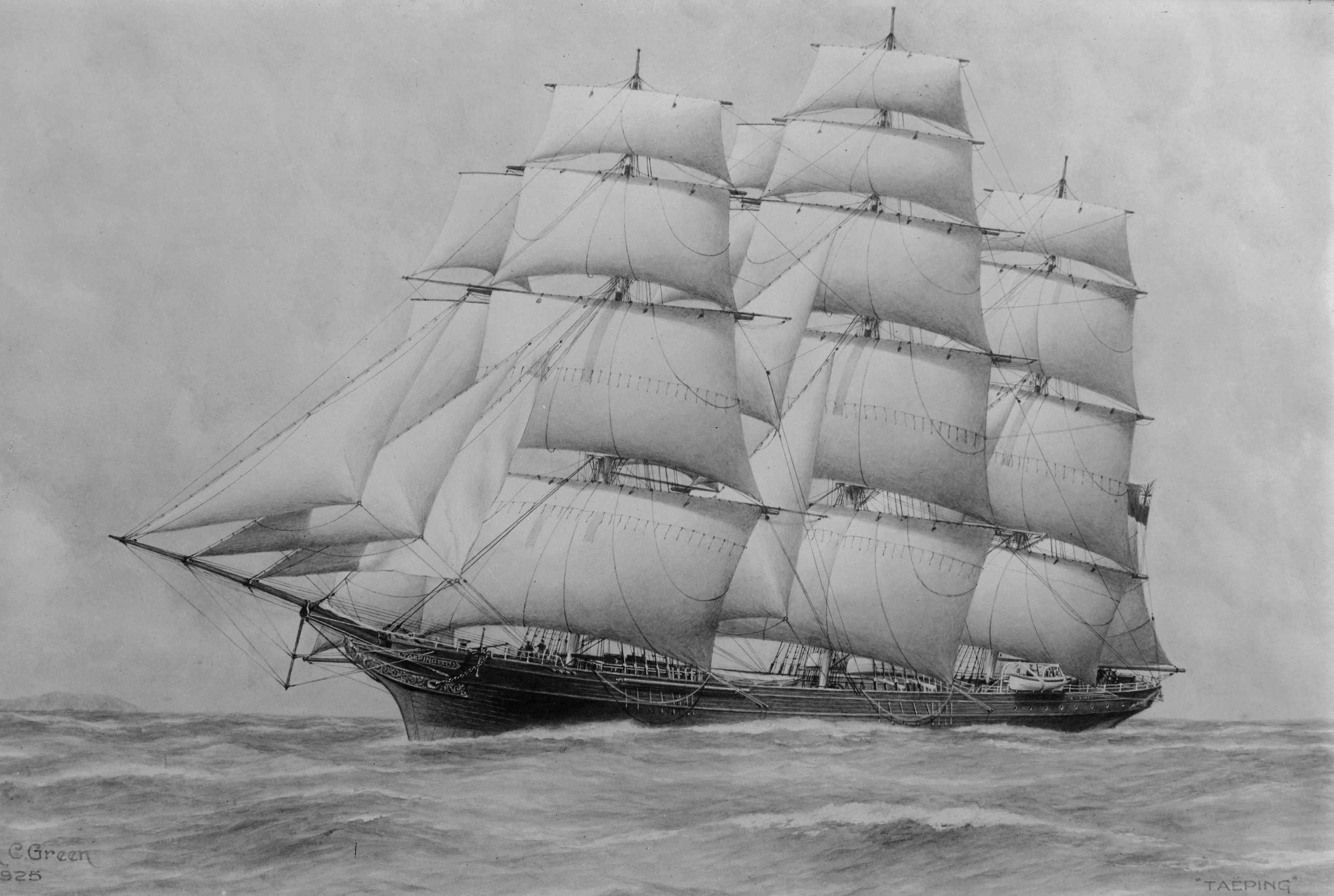
テーピン号（1925年、アラン・C・グリーン）

中国からの茶の輸出は大規模な事業であった。1866〜67年の茶のシーズンには、マクレガーによって少なくとも57隻の船が記録されている。ただし、これは彼が調査した限りの船のみであり、全体を網羅しているわけではないという注記がある(pp235–236)。シーズンを通じて、船は福州、漢口、上海、呉淞、広州、香港など複数の港から出航しており、出航日は1866年5月末から1867年2月にわたっている(pp235–236)。1866年5月には、16隻の有力なクリッパーが福州の下流、閩江のパゴダ・アンカレッジ（Pagoda Anchorage、馬尾港）に集結していた。ここで、中国に駐在するエージェントたちの評価により最も速いとされた船から順に積荷が与えられた。ただし、最も速い船が必ずしも最初に出航するとは限らず、その順序は船の積載量や、現地エージェントの地位・影響力によって大きく左右された(p128)。
1866年のグレート・ティー・レースの有力船は以下のとおりである：
- アリエル（Ariel）号：1865年に進水したティー・クリッパーで、軽風下での卓越した性能を発揮するよう設計されており、その当時「最速の船」と考えられていた。その反面、極端な船体設計（細長い船形）は荒天時には弱点となり、追い波で船尾から波をかぶるリスクや、風上に向かう際には波が甲板に打ちつけて損傷を与える可能性があったため、強風時には素早く帆を減らすか、場合によっては帆走停止しなければならなかった[1][2](pp152–157)。アリエル号は、クライド川のグリーノックにあるロバート・スティール社（Robert Steele & Company）の造船所で建造されたコンポジット構造（鉄骨の上に木製外板）の船であり、船体下部に固定された鉄製バラスト100トンと、移動可能な鉄製バラスト20トンを搭載していた。この設計からも、彼女が「ヨットのように」繊細かつ俊敏な船だったことがうかがえる[1]。
- ファイアリー・クロス（Fiery Cross）号：1861年・1862年・1863年・1865年の4度、最初に茶をロンドンへ届けた記録を持つベテランのクリッパーである。1860年建造のため、コンポジット構造が広く採用される前の船で、完全木造であった。それにもかかわらず、鋼製マストやカニンガムによる特許のローラー・リーフィング付きトップセイルとトップギャラントマストなど、当時最新の装備を備えていた[2](pp120–123)。
- セリカ（Serica）号：1863年に進水し、アリエル号と同じくロバート・スティール社で建造された。これは同社がコンポジット構造へ移行する直前の最後から2番目の木造クリッパーである。1864年には最初に中国から帰港したが、1865年にはタグボートの手配に失敗したため、ファイアリー・クロスに僅差で敗れた[2](p146)。
- タイツィン（Taitsing）号：グラスゴーのチャールズ・コーネル社（Charles Connell & Co.）が建造したコンポジット構造のクリッパーで、この船もまたクライド川で建造されたものである。1865年進水、初の中国航海の途上でグレート・ティー・レースに参加した[2](pp166–169)。
- テーピン（Taeping）号：ロバート・スティール社による初のコンポジット構造船で、1863年に進水。このリスト中5隻のうち3隻目のスティール社建造船である。処女航海中、台湾沖で台風により前檣・主檣・ミズン檣のトップマストを失うという損傷を受けたが、廈門で修理後、ロンドンまでわずか89日という非常に速い航海を達成した[2](pp146–147)。

## 荷積み

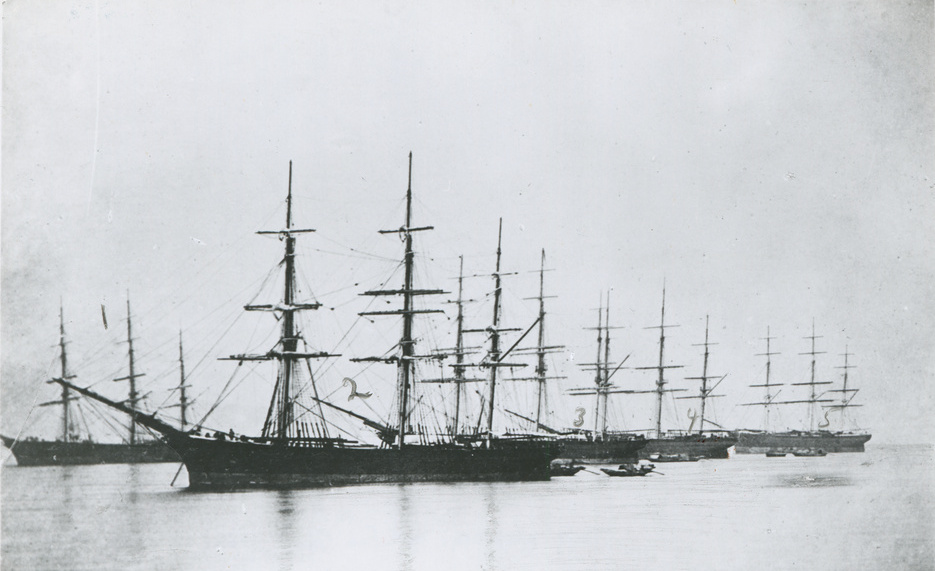
1866年、福州のパゴダ・アンカレッジ（Pagoda Anchorage）。茶の積み込みを待つティー・クリッパーが整列して停泊している。当時の記録によれば、左から順に並んでいたのは、「ブラック・プリンス（Black Prince）」、「ファイアリー・クロス（Fiery Cross）」、「タイツィン（Taitsing）」、「テーピン（Taeping）」、「フライング・スパー（Flying Spur）」の各船であった。

このレースは単なる帆走技術の競争にとどまらず、出港地での効率的な管理能力も試されるものであった。各船は茶を受け取る準備を万全に整えておく必要があった。船倉の準備として、まず清潔な河原石を底に敷き詰めてバラストとした。これは、これらの極端に細長い快速クリッパーが通常搭載していた鉄製バラストに加えて用意されたものであり、150～200トンの小石が必要とされた。その小石は、上部の甲板の曲線に沿うように平らにならされ、そこから上にちょうど茶箱を積める高さが計算されていた。茶葉は「チョップ・ボート（chop boats）」と呼ばれる艀で運ばれてきた。これは、艀が積んでいる茶葉に記された識別記号に由来する名称である。まず価値の低い茶箱がバラストの上に一層分敷かれ、船倉の側面との間に小石を詰めて固定する。その上に主たる貨物である高品質な茶箱を層状に積み重ねていき、優れた中国人荷役たちが、緩衝材を使って丁寧に固定していった(pp16–17)。
準備の周到さに対して、積み込み作業は非常に迅速に行われることもあった。たとえば1850年代には、ある船が8,000箱の茶と1,141梱の絹を、わずか2日間にわたる計17時間の作業で積み込んだという記録が残されている(p17)。
5月24日、最初のチョップ・ボートが到着し、茶箱が積み込みのために準備された。アリエル号では、最初の層として391箱の茶箱と200個のハーフ・チェストが積み込まれた。5月27日までには、16艘の艀が船の横につけられ、中国人の荷役たちが昼夜を問わず作業を続け、主貨物の積み込みを進めた。5月28日午後2時、積み込みが完了し、最終的に積まれた茶の総重量は1,230,900ポンドに達した。アリエル号はこの年、最初に積み込みを完了した船となった。午後5時、アリエル号は繋留を解き、夜間停泊のため川を下って錨を下ろし、翌朝の早発に備えた。
同じ作業は、停泊地内の他の船でも同時進行で進められていた。ファイアリー・クロス号はアリエル号に続いて、約12時間遅れで積み込みを完了し、積載量は854,236ポンドであった。しかし、船長のロビンソン（Captain Robinson）は出航を急ぐあまり、書類の手続きを完了せず、船荷証券（Bill of Lading）への署名もしなかった。このことは、セリカ号のイネス船長（Captain Innes）を激怒させた(p122)。テーピン号とセリカ号は、それぞれ1,108,700ポンド、954,236ポンドを積み込み、ほぼ同時に出航することができた。一方、タイツィン号は1,093,130ポンドを積んでおり、出航は1日遅れとなった。

## 出航
アリエル号は、5月29日午前5時に抜錨し、外輪式蒸気タグボートアイランド・クイーン（Island Queen）号に曳かれながら閩江河口へと向かった。川の水先案内人は途中で下船し、タグボートが単独で前方から曳航を行う体制に移った。しかし、急流により生じた渦流に遭遇したため非力なタグでは対応が困難となり、アリエル号は制御を失って再び錨を下ろさざるを得なかった。この時点ですでに潮は引き始めており、平均喫水18フィート5.5インチのアリエル号は、河口の浅瀬を越えるには水深が不足していた。さらに船長のキー（Captain Keay）を苛立たせたのは、喫水が浅く、より強力なタグを使っていたファイアリー・クロス号が先に通過して外洋に出て行ったことであった。その後、天候が悪化して視界が悪くなり、次の潮でも安全な出航ができずに足止めされた。最終的にアリエル号は5月30日朝に出航することができたが、テーピン号とセリカ号はわずか数分後に続き、ファイアリー・クロス号はこの時すでに14時間のリードを得ていた。さらに最後の遅延として、アリエル号は水先案内人をアイランド・クイーン号に降ろすことができなかった。というのも、タグボートの搭載艇が進水直後に転覆し、乗員はのちに救助されたが、そのため新たにパイロットボートを呼ぶ必要が生じたのである。
これで、先頭集団の中の3隻のクリッパーが、観客の期待通りのほぼ同時スタートを切ることとなった。風は穏やかな北東風で、設定された針路は南東微東、現代のコンパスでは163度に相当する。3隻すべてが、メイン・スカイセイル、フォア・トップマスト・スタンスルおよびロア・スタンスルを展帆していた。アリエル号は徐々に他の2隻を追い抜き始めていたが、その後天候が悪化し、雨で視界が遮られたため、互いの姿を見失ったままの競争となった。

## 新聞報道
1866年のグレート・ティー・レースのスタートに関する最初の報道は、6月11日付の『ペル・メル・ガゼット（The Pall Mall Gazette）』に掲載されたものである。そこには、最初に出航した4隻の名前と、出航を待つ他船の名前一覧が載っていた。追加情報として記されていたのは、「香港では賭けが非常に盛り上がっている（the betting at Hong Kong runs very high）」という一文のみであった。この記事はその後、他の多くの英国新聞にも転載された。記事の掲載時期から判断すると、この情報はセイロンのゴールからヨーロッパへと続く大陸横断電信ケーブルを通じて伝えられたものと考えられる。
郵便による続報が8月10日に報じられ、各船の出航日およびスンダ海峡南側のアンジェール（Anjer）通過日が伝えられた。

次の報道では、アリエル号とテーピン号がイギリス海峡を遡航中であることが伝えられた。その後は、ゴール目前の接戦と最終到着に関する多数の報道が続いた。

## 経路

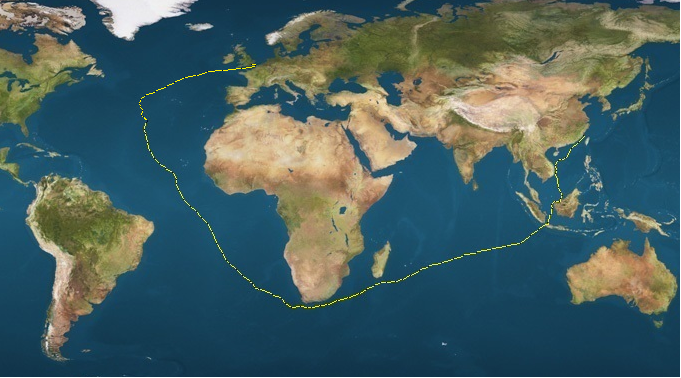
アリエル号の帰国ルート、1866年

中国の茶葉積出港からロンドンに至る当時の一般的な航路は、シナ海を横断し、インド洋を通過、モーリシャス島の近くを抜けてアフリカ南端を回って大西洋に入り、その後はアゾレス諸島西側を通ってイギリス海峡へと向かうものであった。ただし、航路上の最大の差異はシナ海での航路選択であり、これは、有利な風を捉えるための戦略によるものであった。もっとも直接的なインド洋への入り口はスンダ海峡であったが、出航直後に強い南西風に見舞われるなどの場合や、慎重な性格の船長は、より長い「東回り航路（Eastern Passage）」を選ぶこともあった。この航路は、太平洋に出た後、台湾東岸とフィリピンを下り、ギロロ海峡（Gillolo Strait）、ピット海峡（Pitt Passage）、オンバイ海峡（Ombai Strait）を経由してインド洋に入るものである。この航路は長いものの、必ずしも遅いとは限らなかった。たとえば、1867年にサー・ランスロット（Sir Lancelot）号は呉淞からロンドンまでこのルートを通って99日で航海を完了している(pp20–22)。
マクレガーは、福州からロンドンまでの距離を「14,000マイル以上」としている:31。アリエル号はこの1866年の航海で、中国からロンドンまで約15,800海里を記録している(pp269–285)。
茶の季節の始まりは、シナ海における南西モンスーンの初期段階にあたり、向かい風や、非常に弱く変わりやすい風、突発的なスコールに見舞われることが多かった。そのためスンダ海峡を目指す多くの船長は、陸風を拾うために安南（現在のベトナム）沿岸へ向かって西に進路を取ることを選んだ。この戦略では、陸風の始まりに合わせて最も有利なタイミングでタック（進路変更）を行い、夜中に沿岸近くに寄せることもあった(p145)。ただし、安南沿岸に向かうには、低く平らな島々や暗礁が点在する西沙諸島の危険海域を通過しなければならず、明白なリスクを伴っていた。安南沿岸に達した後は、再び海陸風を利用するために、ボルネオ島沿岸へと南下するのが通常の航路であった(p145)(p22)。
シナ海横断は、ロンドンまでの航海全体の所要時間を大きく左右する要因となることが多かった。また、当時は正確に測量された海図が存在しなかったため、著しい危険も伴っていた(pp31, 20)。
1866年のレースで先頭を走っていた5隻の船はすべてスンダ海峡を目指し、西沙諸島を通過し、安南沿岸を南下し、さらにボルネオへ向かって航行し、スンダ海峡南側のアンジェールを目指した(p147)。

## 航海

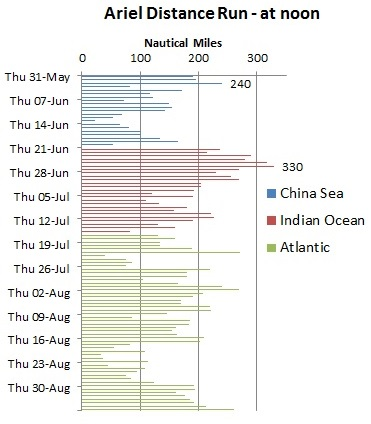
1866年グレート・ティー・レースにおけるアリエル号の日中航海距離

アリエル号が閩江河口を越える前から、キー船長は船の前後のトリム調整に乗組員を従事させており、この作業は2週間以上続いた。航海の途中でも食料や水の消費に伴って調整が必要となった。積載時の喫水は船首側が18フィート8インチ、船尾側が18フィート3インチであったが、一部の貨物を船尾の船室に移動し、係船索や塩漬け豚肉の樽、予備の帆柱などの重い可動物を後方に移すことで、最終的には船首側を18フィート1インチに浅くし、船尾側は18フィート3インチのままとし、これにより操舵性と航行性能が向上した。トリム調整は、帆の調整、展帆・収帆、保守作業や修理といった日々の作業と並行して進められた。
レース序盤、アリエル号は6月2日に安南沿岸を航行中にテーピン号を視認し、さらに6月9日および10日にも、前回の目撃地点から約760海里南のボルネオ沿岸付近で再び視認した。10日には、約4マイル後方にいたテーピン号が信号を送り、8日にファイアリー・クロス号を追い越したことを知らせてきた。これにより、アリエル号が先頭に立っていることが確認された。
各船がインド洋を横断しアフリカ南端を回り込むにつれて、レースはますます接戦となり、先頭は最初の3隻の間で入れ替わった。セリカ号は、セントヘレナ島を通過する頃には多くの遅れを取り戻していた。
その後の参加船同士の目視確認は、8月9日、赤道の北緯12度付近の大西洋上で、テーピン号とファイアリー・クロス号が信号を交換した時であった。風は弱く不規則であったため、両船はしばらく並走していたが、8月27日に風が吹き始めると、テーピン号はわずか4〜5時間で視界の外へと消えた。一方、ファイアリー・クロス号は不運にもさらに24時間無風状態に取り残された。
5隻の船の間の距離は、アゾレス諸島に近づくにつれてさらに縮まっていった。アリエル号、ファイアリー・クロス号、テーピン号、セリカ号の4隻は、8月29日にフローレス島を通過した。タイツィン号はこれより48時間遅れていた。次の目標地点はイギリス海峡への進入であった(pp150–151)。

## 最終ステージ

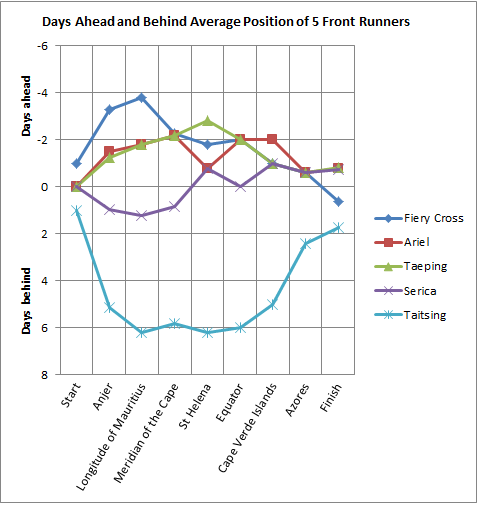
1866年グレート・ティー・レースにおける各船の相対位置

1866年9月5日午前1時30分、アリエル号はビショップ・ロック灯台を視認すると、あらゆる帆を広げて、イギリス海峡の入り口に向かって猛スピードで進んだ。夜が明けると、右舷後方に別の船が見えたが、それもまたすべての帆を張っていた。アリエル号のキー船長は後に「本能的にあれはテーピン号だと思った」と語ったが、その直感は正しかった。強い西南西の風が、両船を時速14ノットで海峡へと押し上げた。午前8時にはリザード岬を通過し、正午にはスタート岬に到達。午後6時頃にはポートランド島沖を航行し、午後7時25分にはセント・キャサリンズ岬が真北に見えた。真夜中過ぎにはビーチー岬を通過。これらの間、両船の位置関係はほとんど変わらず、アリエル号はリードを保ち続けた(p150)。
6日午前3時、アリエル号はダンジェネス岬に近づき、水先案内人の乗船を求めて信号を送り始めた。午前4時には収帆して停船し、引き続き照明弾やロケット信号で呼びかけを行った。テーピン号も同様に水先案内人を求めて信号を出しつつ急速に接近し、午前5時にはアリエル号のすぐ後方にまで迫っていた。テーピン号が停船する気配がなかったため、アリエル号のキー船長は先にパイロットを確保すべく再び展帆して前進を命じた。これを見て、テーピング号のマッキノン船長（Captain MacKinnon）は競争を諦め、同様に停船した(p150)。
午前5時55分、アリエル号に水先案内人が乗船した。彼はキー船長にアリエル号が今季中国から最初に到着した船であると祝意を述べたが、キーは「そうだが、西の方に何がある？まだ油断はできん」と応じた。午前6時、両船は再び航行を開始し、サウス・フォアランドを目指して進んだ。テーピン号はスタンセルを張って追いすがったが、アリエル号は約1マイル先行していた。このとき、両船がタグボートを要請したが、運はテーピン号に味方した。より性能の良いタグボートがテーピン号に曳航索を渡したため、2隻がケント沿岸を回ってテムズ川へと曳航される際にテーピン号が先頭に立つこととなった(pp150–151)。
テーピン号はアリエル号より約55分早くグレイヴセンドに到着したが、これは特に優位にはならなかった。というのも、両船とも潮位の上昇を待つ必要があったからである。その後、アリエル号の方が目的の東インドドックまでの距離が短かったために午後9時に同ドックの門前に到着したが、未だ潮位が足りず水門を開けることができなかった。一方、テーピン号はさらに上流のロンドン・ドックへ向かった。ロンドン・ドックスの入口には内門と外門の二重の水門があり、テーピン号は喫水が浅かったため外門を通過した上で、ドック内の水を使って閘門を満たすことができた(p151)。こうしてテーピン号は午後9時47分に通過し、一方のアリエル号は午後10時15分に東インド・ドックに入港した。
アリエル号とテーピン号がイギリス海峡沿いのイングランド側を競り合いながら航行していた頃、セリカ号はフランス側を高速で進んでいた。正午にダウンズ海峡を通過し、午後11時30分に水門が閉まる直前に西インドドックに滑り込むことに成功した(p152)。
これは、これら3隻の船が中国を同じ潮で出航し、約14,000マイルに及ぶ航程を99日間かけて競い合い、そしてロンドンには同じ潮で到着し、その到着時間の差は2時間未満だったことを意味していた(p152)。
フィアリー・クロス号は最初の3隻にそう遅れをとっていなかった。9月7日午前10時にワイト島を視認したが、ダウンズ到着時には風が暴風に達していたため投錨を余儀なくされた。彼女は9月8日午前8時にロンドンに入港した。タイツィン号は9月9日朝に到着した(p153)。

## 妥協とプレミアムの終焉

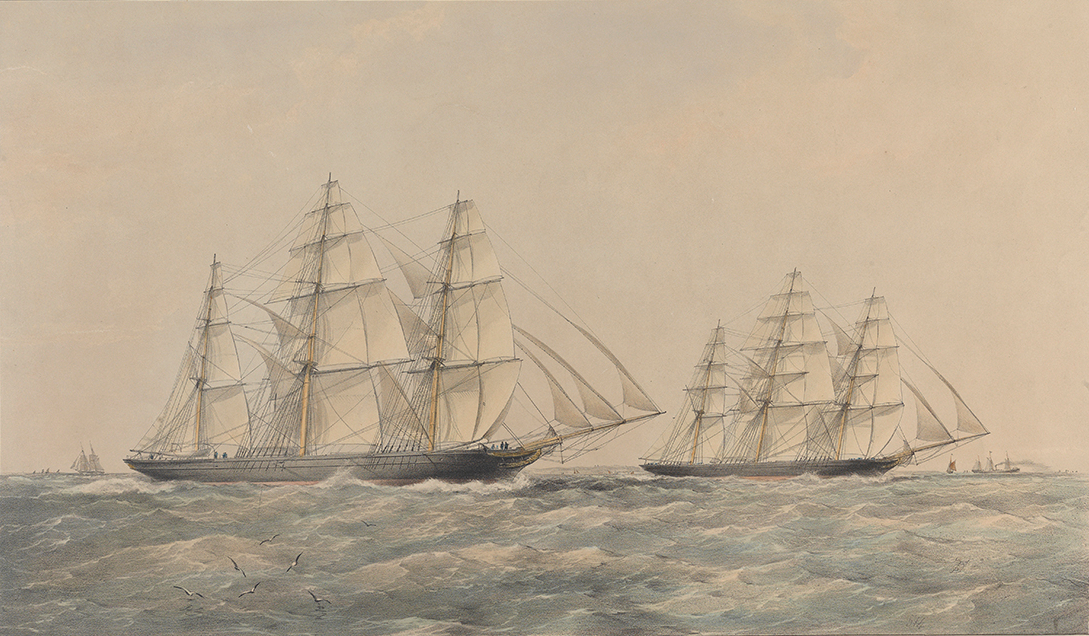
イギリス海峡を並走するアリエル号とテーピン号（1866年、トーマス・ゴールズワーシー・ダットン）

1866/67年度の茶のシーズン初頭に出帆したクリッパーには、ロンドンに最初に入港した船に対して、船荷証券には1トンあたり10シリングのプレミアムが記載されていた。このプレミアムは、通常の運賃とは別に、受荷人が支払うものだった。たとえば、1866年のアリエル号の場合、通常の運賃は1トンあたり5ポンドであった。これらの船荷証券における「トン」は「フレート・トン（運賃トン）」、すなわち体積の単位であり、当時中国で茶を積み込んでいたイギリス船は50立方フィートを1トンとしていた（アメリカ船では40立方フィートが1トンとされていた）(pp13,155–157)。
通常、このプレミアムの追加支払いは、新茶の最初の貨物を販売することで得られる利益によって相殺されていた。しかし1866年にはこの点に問題が発生していた。新茶の最初の貨物は、レースには加わっていなかった補助蒸気船エール・キング号によって、すでに2週間以上も前に到着していたのである。これにより、茶商たちは損失を出して茶を販売することになってしまった。さらに悪いことに、最初の2隻の茶クリッパーが9月6日朝早くにディール沖で信号を発し、その後午後1時には3隻目のセリカ号も続いた。これら3隻の新茶の到着によって市場には供給過剰が生じ、価格はさらに下落することが避けられなかった。
アリエル号とテーピン号の船主および代理人たちは、荷受人たちが置かれている状況を十分に認識していた。彼らの船がダウンズから電報を送った時点で、もし到着が同着や判定の難しい僅差とみなされた場合、荷受人がレース結果を無効と主張し、「勝者なし」としてプレミアムの支払いを拒否する可能性を懸念していた。そこで両者は、どちらの船が先にドックに到着しても、もう一方はその結果にいかなる異議も唱えないと合意した。その代わりに、2隻でプレミアムを分け合うこととし、さらに勝者の船長に与えられる賞金100ポンドも、マッキノンとキーの間で分け合うことにした。実際にそうなり、テーピング号の請求によって、アリエル号とその金額を等分に分け合うこととなった(p152)。
ロンドンに最初に到着した茶クリッパー船に支払われていたプレミアムは、1866年のこのティー・レースを最後に廃止された。

## ティークリッパーの終わりの始まり

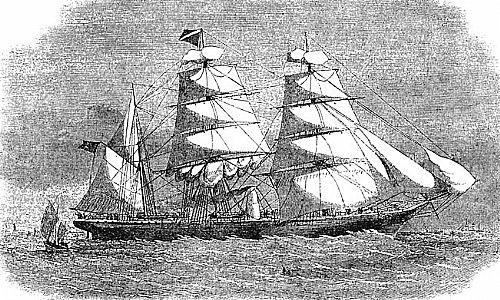
補助蒸気船エール・キング号

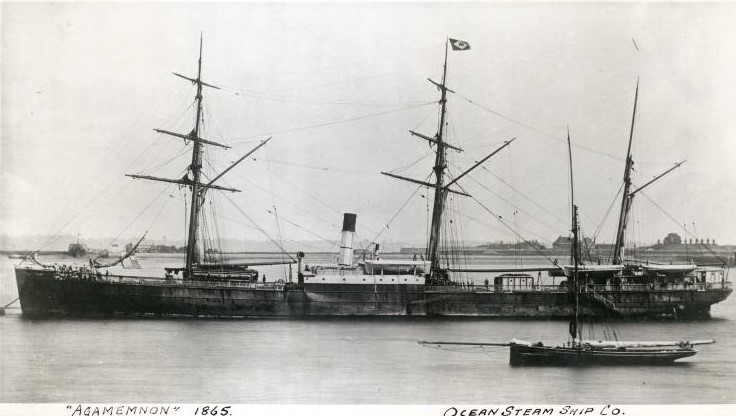
中国貿易において十分な燃料効率を備え、安定した利益を上げることができた最初の蒸気船アガメムノン号

1866年5月末、アリエル号、ファイアリー・クロス号などのクリッパーが福州を出港する頃、補助蒸気船エール・キング号は1,108,100ポンドの茶葉を積み込んでいる最中で、ファイアリー・クロス号より7日遅れの6月5日に出港した。22日後の6月27日にモーリシャスで石炭補給を行った時点で、エール・キング号はすでに先に出港していた帆船より先行しており、その後、航海77日間と石炭補給1日を経て、8月22日にロンドンに到着した。 これは最初のクリッパーが到着するより15日も早かった。上述の通り、テーピン号は福州からロンドンまで99日を要しており、新聞、特に多くの蒸気船が建造されていたグラスゴーやリヴァプールでは、蒸気船がまもなく中国からの茶輸送を担うことになるだろうとの論調が見られた。
同じ新聞報道では、補助蒸気船であるアール・キング号とは異なり、本格的な蒸気船であるアガメムノン号にも言及されていた。アガメムノン号はちょうど65日という記録的な航海日数での中国向け往航を終え、非常に大量の茶葉を積んで帰路についていた。彼女は10ノットの速力で1日に消費する石炭量がわずか20トンと、当時の他の蒸気船と比べて著しく燃費が良く、これは1日あたり14〜23トンの節約になった。アガメムノン号の商業運航での収益性がまだ実証されていない段階でも、船主はすでに姉妹船であるアキレス（Achilles）号（1866年進水）およびアジャックス（Ajax）号（1867年進水）を建造中であった。
1869年のスエズ運河開通により、中国からロンドンへの航路は約3,250海里 (6,020 km; 3,740 mi)短縮された。スエズ運河を帆船が通航することは技術的に可能ではあったが、非常に困難かつ高額であり、さらに紅海北部の風況はティー・クリッパーの設計には不向きだったため、帆船は依然としてアフリカ南端を回る航路を選ばざるを得なかった。1870年、ティー・クリッパーが中国に到着すると、蒸気船の数が大幅に増加しており、その需要も高まっていた。蒸気船に支払われるロンドンへの運賃は帆船のほぼ2倍であり、加えて茶の貨物に対する保険料も蒸気船の方が大幅に安かった。スエズ運河を利用する蒸気船が大成功を収めた結果、1871年にクライド川の造船所では極東貿易向けに45隻もの蒸気船が建造された。蒸気船の増加により、ティー・クリッパーは他の航路での仕事を探さねばならず、コストを最小限に抑えるために乗員数や技能レベルの低下が進んだ。また、少人数で運航できるように多くの船は艤装を減らされ、バークへと改造された:209。ティー・クリッパー同士の最後の注目を集めた競争は、1872年のサーモピレー号とカティーサーク号によるものであった。

## その後
エール・キング号は、スエズ運河を通って茶の貨物を運んだ最初の船であり、1870年8月4日にロンドンへ到着し、その航海日数は61日であった。その後、エール・キング号はオーストラリア航路および大西洋横断航路で運航され、最終的には1891年12月16日にフロリダ沖で沈没した。
テーピン号のマッキノン船長は、次の航海中にリウマチ熱を患い、南アフリカで上陸して治療を受けたが、帰国途中に合併症で亡くなった。テーピン号はその後1871年にニューヨークへ航行中、シナ海で難破した(p147)。
アリエル号のキー船長は1868年秋にオベロン（Oberon）号へ異動した。アリエル号はその後、1872年にロンドンからオーストラリアへ向かう航海中に消息を絶った。彼女の船体は非常に細長く設計されていたため、船尾への波による致命的な被害を受けた可能性が高いと考えられている(p157)。

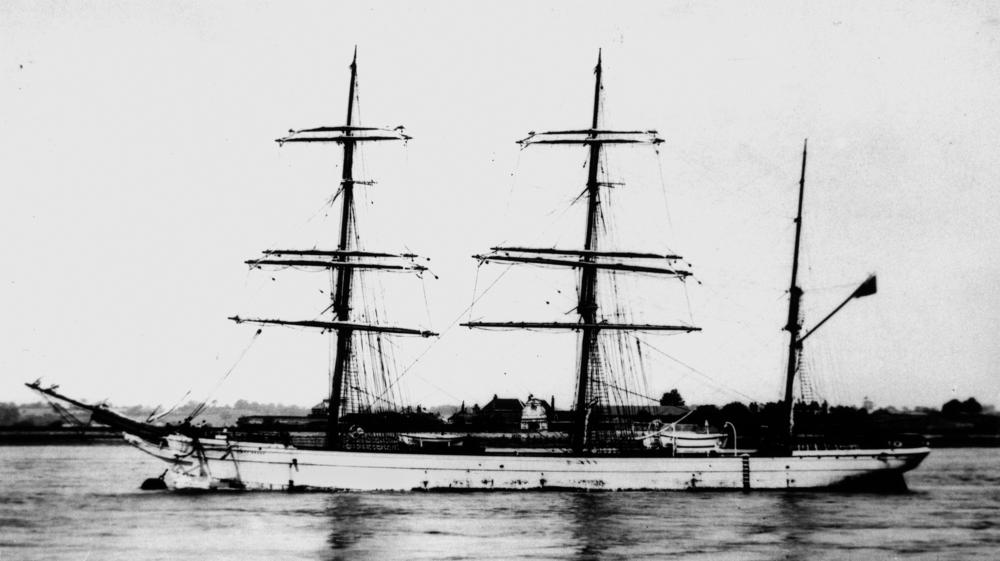
後年帆装が縮小されバークへと改装されたファイアリー・クロス号

セリカ号は、1872年に香港からモンテビデオへ向かう途中、西沙諸島で難破し、乗組員のうち生存者はわずか1人だった(p146)。
ファイアリー・クロス号は、1872/73年度の茶シーズンに最後の茶を運んだ後は、一般貨物の輸送を続けた。記録によって異なるものの、最終的には1889年または1893年に遭難したとされている(pp122–123)。
タイツィン号はその後も中国交易を続け、1874/75年度には最後の茶を積み、福州からニューヨークまで101日で航海した。1883年、スウォンジーからザンジバルへ向かう途中、キリンバス諸島で遭難した(p169)。
1869年に建造されたカティーサーク号は、スエズ運河と蒸気船が茶貿易を支配することはないとの信念のもとに建造されたが、結果的に1866年のグレート・ティー・レースに象徴されるティー・クリッパーの時代を今に伝える、ほぼ唯一の実物遺構として残されている。